# Antony

Logo der Stadt Antony

Antony ist eine französische Gemeinde südlich von Paris im Département Hauts-de-Seine in der Region Île-de-France. Ihre 64.026 Einwohner (Stand 1. Januar 2022) werden Antoniens genannt.

## Geographie

Lage Antonys innerhalb der Petite Couronne

Antony liegt in der Landschaft Hurepoix an der Bièvre, einem Nebenfluss der Seine. Die Stadt ist die südlichste Gemeinde des Départements Hauts-de-Seine. Sie liegt etwa zwölf Kilometer südsüdwestlich der Kathedrale Notre-Dame de Paris und damit am äußeren Rand der Petite Couronne, d. h. der die Stadt Paris unmittelbar umgebenden Départements.
Antony ist Hauptort des gleichnamigen Arrondissements. Bis zur Gebietsreform des Großraums Paris im Jahr 1968 gehörte die Stadt zum Département Seine. Heute bildet sie den südöstlichen Zipfel des Départements Hauts-de-Seine. An den Gemeindegrenzen von Antony stößt dieses mit den Départements Essonne und Val-de-Marne zusammen. Von 2003 bis 2015 gehörte Antony dem Gemeindeverband Communauté d’agglomération des Hauts-de-Bièvre an, seit 2016 der Métropole du Grand Paris und dem Établissement public territorial Vallée Sud-Grand Paris.
Antony grenzt an acht Nachbargemeinden.
- im Département Hauts-de-Seine: Châtenay-Malabry im Nordwesten, Sceaux und Bourg-la-Reine im Norden;
- im Département Essonne: Verrières-le-Buisson im Westen, Wissous im Südosten, Massy im Süden;
- im Département Val-de-Marne: Fresnes und L’Haÿ-les-Roses im Osten.

Ein Teil des Parc de Sceaux liegt auf dem Gemeindegebiet an dessen nördlichem Rand. In seinem äußersten Westen wird das Gemeindegebiet von dem langgezogenen Naherholungsgebiet Coulée verte du Sud Parisien durchquert, das von Paris bis Massy reicht.

## Politik

### Stadtrat
Die Lokalpolitik wird seit den 1980er Jahren von der bürgerlichen Rechten dominiert. Alle Bürgermeister seit 1983 gehörten Parteien dieser Richtung an, darunter Patrick Devedjian, der das Amt seit 1983 viermal in Folge innehatte, bevor er 2002 Minister wurde. Amtierender Bürgermeister ist seit 2003 Jean-Yves Sénant von Les Républicains; er wurde zuletzt 2020 wiedergewählt.

### Städtepartnerschaften
Antony ist Partnerstadt von:
- Collegno im Piemont, Italien, seit 1962
- Bezirk Reinickendorf von Berlin, Deutschland, seit 1966
- London Borough of Lewisham, Vereinigtes Königreich, seit 1967
- Hammam-Lif, Tunesien, seit 1969
- Sderot, Israel, seit 1984
- Olmütz, Tschechien, seit 1989
- Lexington (Massachusetts), USA, seit 1989
- Protwino, Russland, seit 1990
- Eleftheroupolis, Präfektur Kavala, Griechenland, seit 2000
- Dawtaschen, Armenien, seit 2015
- Antelias, Libanon, seit 2018
- Arcos de Valdevez, Portugal, seit 2019

## Wirtschaft und Infrastruktur

### Bildung

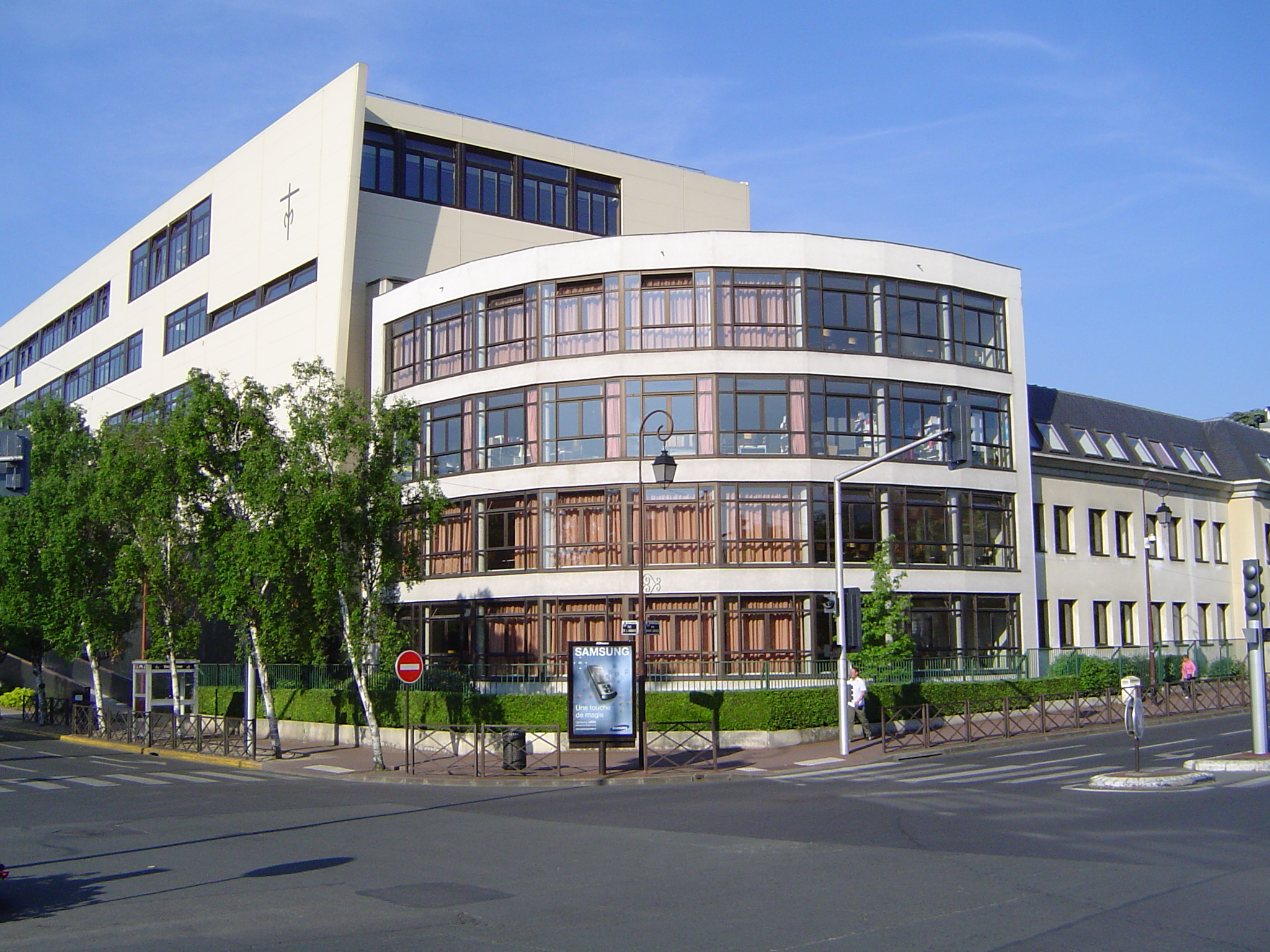
Institution Sainte-Marie

Neben zahlreichen öffentlichen Schulen beherbergt Antony die private, von der katholischen Kirche geführte Institution Sainte-Marie. Mit mehr als 3400 Schülern von den Vorschulklassen bis zum Abschluss des Lycée ist sie die größte Privatschule in Frankreich.

### Unternehmen
Das Unternehmen Cire Trudon, gegründet 1643 als Maison de Cire Trudon, die älteste Wachs-Manufaktur der Welt, wirkte bis 1971 in Antony.

### Verkehr
Antony ist über die Stationen Parc de Sceaux, La Croix de Berny, Antony, Fontaine-Michalon und Les Baconnets der RER B und den Bahnhof Chemin d’Antony der RER C an das Schienennahverkehrsnetz der Île-de-France angeschlossen. Die Fahrt vom Bahnhof Antony ins Pariser Stadtzentrum dauert etwa 20 Minuten. Beide RER-Linien verbinden Antony mit dem TGV-Bahnhof im benachbarten Massy. Außerdem gibt es mit der fahrerlosen Bahn Orlyval eine Direktverbindung zum Flughafen Orly vom RER-Bahnhof Antony aus. Zahlreiche Buslinien der RATP und des vom Gemeindeverband betriebenen Busnetzes Paladin bedienen zudem das Stadtgebiet und verbinden es mit den Nachbarorten und mit Paris.
Das Straßenverkehrsnetz wird beherrscht von der Pariser Ringautobahn A 86, die Antony am nördlichen Ende der Stadt in Ost-West-Richtung durchläuft, und der ehemaligen Nationalstraße N 20 Paris–Orléans (heute auf diesem Abschnitt Route départementale 920), die das Stadtzentrum in Nord-Süd-Richtung durchquert und die A 86 im Norden Antonys an dem historischen Verkehrsknotenpunkt La Croix de Berny kreuzt. Die Autobahnen A 6 Paris–Lyon und A 10 Paris–Orléans–Bordeaux streifen das Stadtgebiet und haben Anschlussstellen in unmittelbarer Nähe von Antony.
In Randlage des Stadtgebiets befindet sich mit der 1955 eröffneten Résidence universitaire Jean-Zay eine der – zumindest zum Zeitpunkt ihrer größten Ausdehnung – größten sozialen Studentenwohnanlagen Europas und in den 1960er und 1970er Jahren ein sozialer Brennpunkt im ansonsten ruhigen Antony. Seit den 1980er Jahren sind zahlreiche Gebäude des Wohnheimkomplexes geschlossen und etliche abgerissen worden; die entsprechenden Flächen wurden teilweise umgewidmet und neu bebaut. Die Zukunft der verbleibenden Anlage ist ungewiss.

## Baudenkmäler
Siehe: Liste der Monuments historiques in Antony

## Persönlichkeiten

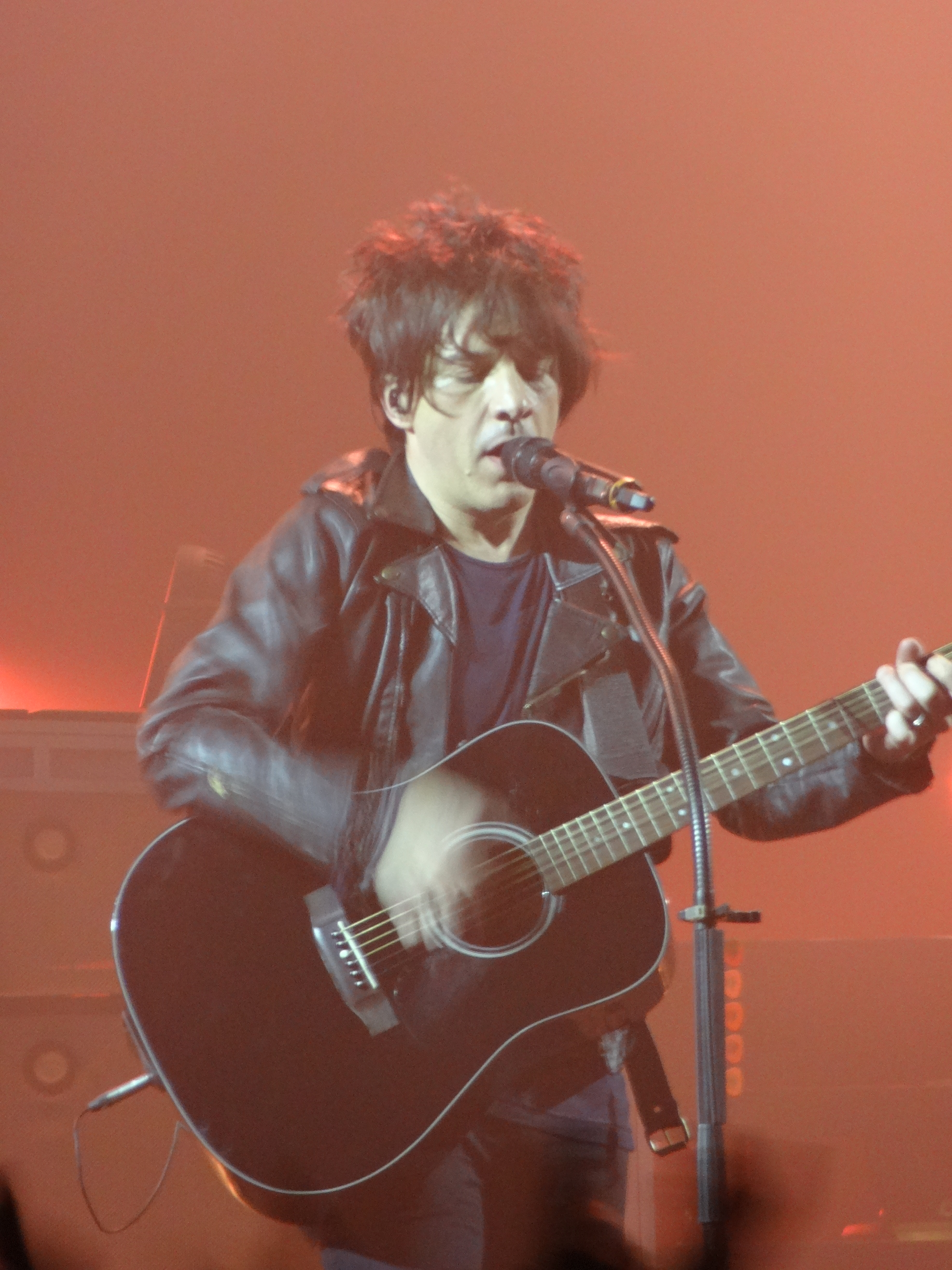
Nicola Sirkis (2013)

### Söhne und Töchter der Stadt
- Éric Bagge (1890–1978), Architekt, Innenarchitekt und Designer
- Céline Bara (* 1978), Pornodarstellerin und -produzentin
- Emma Becker (* 1988), Schriftstellerin
- Laurence des Cars (* 1966), Kunsthistorikerin und Museumsdirektorin (Louvre)
- Auguste Champetier de Ribes (1882–1947), Jurist und Politiker
- Jean-Philippe Daurelle (* 1963), Fechter
- Philippe Duron (* 1947), Politiker (Parti socialiste)
- Sylvie Guillaume (* 1962), Politikerin (Parti socialiste)
- Agnès Jaoui (* 1964), Schauspielerin, Autorin und Regisseurin
- Laurent Lafforgue (* 1966), Mathematiker und Träger der Fields-Medaille
- Matthias Lang (* 1977), Voltigierer, Welt- und Europameister
- Madeleine Lebeau (1923–2016), Schauspielerin (u. a. Casablanca)
- Marc-Antoine Mathieu (* 1959), Comiczeichner
- Yael Mellul (* 1971), Frauenrechtlerin
- Pap Ndiaye (* 1965), Historiker und Bildungsminister
- Élie Semoun (* 1963), Humorist, Autor, Schriftsteller und Sänger
- Nicola Sirkis (* 1959), Sänger, Gitarrist und Komponist, Zwillingsbruder von Stéphane Sirkis
- Stéphane Sirkis (1959–1999), Musiker und Komponist, Zwillingsbruder von Nicola Sirkis

### Mit Antony verbunden
- Jean-Charles Persil (1785–1870), Staatsanwalt, Minister und hoher Beamter in der Julimonarchie, lebte von 1820 bis 1870 in Antony
- Patrick Devedjian (1944–2020), Politiker, Minister, Bürgermeister von Antony von 1983 bis 2002